# Abádi Benedek

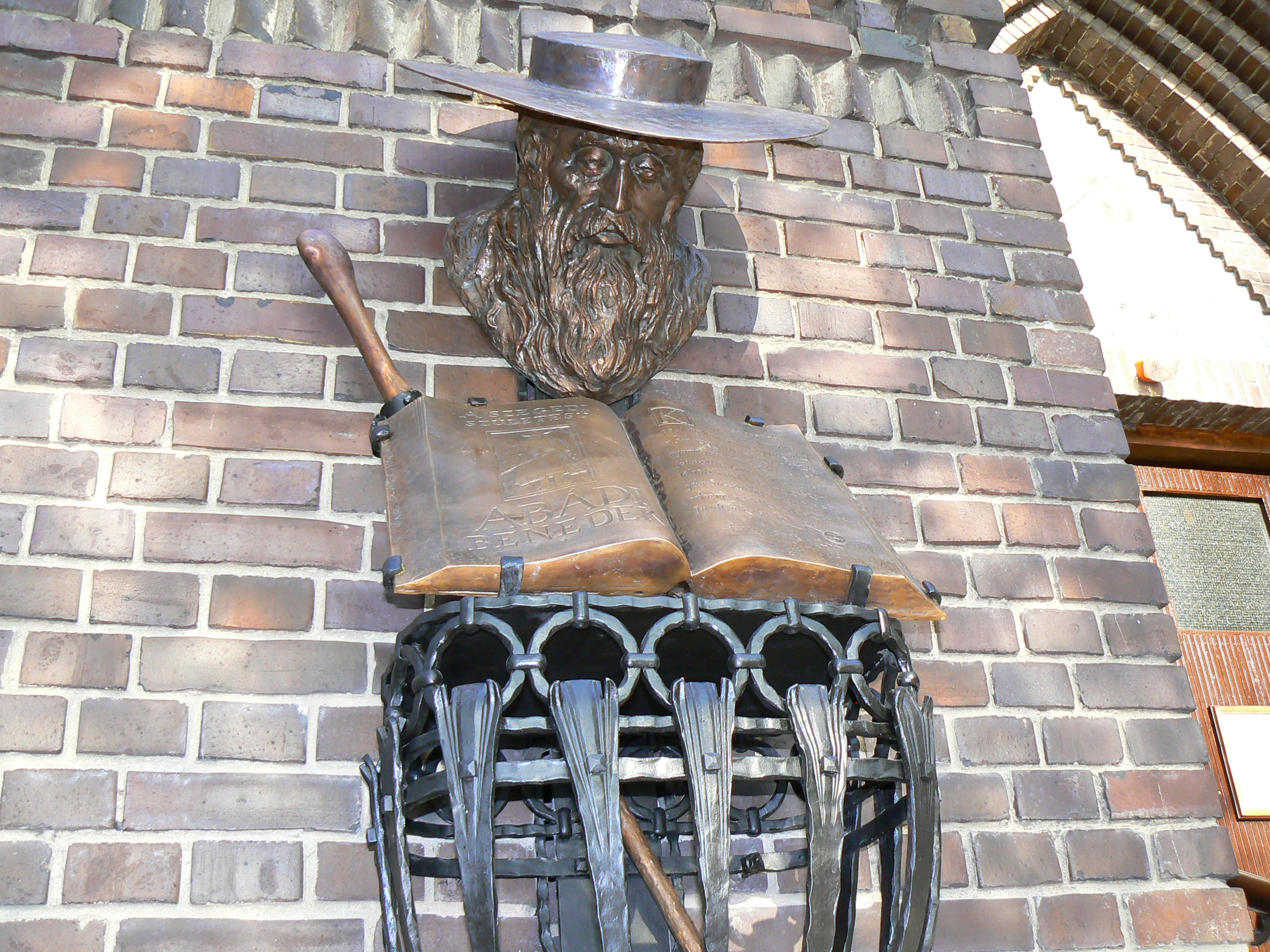
Abádi Benedek Szeged, 2008

Abádi Benedek 16. századi magyar könyvnyomtató, protestáns prédikátor, reformátor, evangélikus lelkész. 1540-ben Nádasdy Tamás bán megbízta a Sárvár-újszigeti nyomda vezetésével. Ő nyomtatta ki Sylvester János 1541-es Újtestamentum-fordítását, az első teljesen magyar nyelvű könyvet. Szegeden prédikátorként és nyomdászként tevékenykedett 1544. és 1552. között. A kinyomtatott könyveinek adataiból következtethetünk arra, merre járt. A nyomdászmesterséggel a krakkói egyetemen ismerkedett meg, lelkészi képesítést pedig Wittenbergben szerzett 1543-ban. Szegedi hitterjesztői tevékenységének a rossz közállapotok vetnek véget, a hajdú csapatok betörése után a város elhagyására kényszerült.

## Életpálya
Születéséről, illetve haláláról nincsenek megbízható adataink. Neve először 1534-ben bukkan fel, amikor beiratkozik a krakkói egyetem anyakönyvébe. Itt megtanulta a könyvnyomtatás mesterségét, és Dévai Bíró Mátyással, az első magyar reformátorral közeli barátságba került. 1534-ben vagy 1535-ben ő adta ki Krakkóban Dévai „Orthographia Vngarica" című művét, s a kinyomtatásra személyesen felügyelt. Ebből a kiadásból egyetlen példány sem maradt az utókorra, de az 1549. évi második kiadás, amely Révész Imre és Ballagi Aladár szerint valamely hanyag és kellő nyelvtani műveltséggel nem bíró ember üzleti vállalkozása volt, megvan az Országos Széchényi Könyvtárban. A munka előszava, amely Révész, Szabó Károly és mások szerint Abádi Benedektől származik, ebben a kiadásban is szerepel: „Az Olvasonac Isteni kedvet kér B. A."

## Munkássága
Miután a budai Hess András-féle nyomda megszűnt, Nádasdy Tamás horvát bán, a későbbi nádor 1537-ben Sárvárújszigeten berendezte az első magyar nyomdát, ahol Sylvester János Újszövetségét 1541-ben kinyomtatták. Mivel az első nyomdásszal nem voltak megelégedve, Abádit hívták meg Krakkóból „könyvnyomtatónak" -mint ő maga nevezi magát-, s ő a munkát ugyanazon évben be is fejezte. Erről ő „A konyv nyomtato isteni kedvet kiván annak, a ki ezt olvassa" feliratú utószavában így emlékezik:
„Ha valahol az nyomásban való vitekre találsz, abbol én tűled bocsánatot kirek. Merthogy meg eercsed ez könyvet nem en kezdettem el, hanem más, kit az jó ur sok ideig, nagy koltsigvel itt tartott. És mikoronn el kiseen hozzá fogott volna, és látták volna, hogy az nehezenn írhetné vígit, ugy hivata engemet hozzája, hogy ez mennél hamarább az kereszteeneknek kezekbe juthatna. Mikoron azirt lattam volna az betűt, hogy nagy kisedelem neelkül nem mielhetni veele, mint hamarsagval lehete ugyan azon betűt megigazitám, eggy nihányat hozzá csinálvánn, hogy szapora lenne az dolog, ese hamarább vígit irhetnők."
Abádi nem saját tetszése, ízlése szerint adta ki a könyveket: inkább feláldozta a művészi kivitelt azért, hogy a könyveit minél előbb kiadja.
„Mert jobnak tetszék hogy az könyv hamar kikelhetne, noha nem igen szip betűvel volna, hogy nem mint szip betűre erőködnenk nagy kisedelemvel, melly dolog az kereszteeneknek igen káros volna."
Abádi nyilatkozata szerint ezután már szebb kivitelű nyomtatványok kerültek volna ki sajtója alól. A sárvárújszigeti nyomda azonban az Újtestamentom kiadása után, vélhetőleg munka hiányában megszűnt, 1542 és 1550 közt nem volt nyomda Magyarországon, a magyar protestáns írók műveiket Krakkóban adatták ki. Abádi Wittenbergbe ment, ahol Nádasdy költségén teológiát tanult. Nevét 1543. március 22-én írta be az egyetem anyakönyvébe, 1544 végén lelkésszé szentelték, s ugyanakkor Eperjesre hívták prédikátornak. 1545-ben Szegeden tartózkodott, mint nagy megbecsülésnek örvendő lelkipásztor és tanár, akit a török basa is nagyra tartott. Egy vitatkozás alkalmával, amelyet Abádi a katolikusok ellen tartott, ő lett a győztes, miként maga írja egy levelében: „a basa a barátokat elhallgattatta". Elképzelhető, hogy Abádira vonatkoznak Székely István krónikájának sorai (1559):
„Szegedöt (1552-ben) Tót Mihály a hajdúkkal megvéve, de az ur isten nem tartá őket sok ideig benne, mert az isten igéinek hirdetőjét kiűzé onnat, kit a török nem bántott."
Ugyanezt az eseményt megénekelte Tinódi Lantos Sebestyén is, de a prédikátor nevét ő se említi.